# Ugo di Sant'Onofrio del Castillo
Ugo del Castillo di Sant'Onofrio (Baden-Baden, 30 agosto 1844 – Roma, 17 luglio 1928) è stato un politico italiano.
Ugo del Castillo, Marchese di Sant'Onofrio, appartenente ad un'aristocratica famiglia siciliana, fu deputato dal 1880 al 1919, eletto ininterrottamente nel collegio di Castroreale-Barcellona dalla XIV alla XXIV legislatura.
Al governo ricoprì le cariche di Sottosegretario ai LL. PP., Sottosegretario agli Interni dal 3 novembre 1903 al 27 marzo 1905, Ministro delle poste e dei telegrafi dall'11 dicembre 1909 fino al 31 marzo 1910 sotto il Governo Sonnino II
Il 3 marzo 1920 venne nominato Senatore del Regno .